# Chaoyangopterus
Chaoyangopterus es un género de pterosaurio pterodactiloide azdarcoide conocido de un esqueleto parcial hallado en Liaoning, en China. Fue hallado en rocas que datan del Aptiense Cretácico Inferior en la formación Jiufotang de Dapingfang, en Chaoyang.
El género fue descrito y nombrado por Wang Xiao-Lin y Zhou Zhong-He en 2003. La especie tipo es Chaoyangopterus zhangi. El nombre del género se deriva de Chaoyang y del griego latinizado pteron, "ala". El nombre científico de la especie honra al periodista Zhang Wanlian por sus esfuerzos para proteger sitios fósiles.
El género se basa en el holotipo IVPP V13397, el cual incluye el frente del cráneo, la mandíbula inferior, vértebras del cuello, la cintura escapular y la faja pélvica, además de las extremidades. El cráneo mide cerca de 270 milímetros de largo, con mandíbulas desdentadas, y su envergadura se estima en cerca de 1.85 metros. Wang y Zhou concluyeron que estaba relacionado con Nyctosaurus y lo clasificaron como un nictosáurido, aunque encontraron que la tibia era proporcionalmente más larga comparada con el fémur y el húmero en Chaoyangopterus, y por lo tanto este animal tenía alas relativamente más cortas y patas más largas que Nyctosaurus, además de que preservaba sus cuatro dedos en el ala.
La clasificación de Chaoyangopterus ha sido desde entonces inestable, con subsecuentes revisiones en desacuerdo con su clasificación como nictosáurido. David Unwin, en un popular libro, lo incluyó sin comentarlo en la familia de pterosaurios azdarcoides Tapejaridae, conocidos por sus grandes crestas craneales. Un detallado análisis filogenético de los pterosaurios de Liaoning publicado por Junchang Lü y Qiang Ji en 2006 halló en cambio que era un azdarcoide basal sin ninguna afiliación familiar en particular. No obstante, análisis consecutivos hechos por Lu y Unwin hallaron que Chaoyangopterus formaba dentro de Azhdarchoidea un clado con varios otros géneros como Jidapterus y Shenzhoupterus, al cual denominaron Chaoyangopteridae.
Aun así Wang en 2006 estableció que Chaoyangopterus era un miembro de la familia Pteranodontidae y que Jidapterus, Eoazhdarcho y Eopteranodon son sinónimos más modernos subjetivos del primero.

## Paleobiología
Chaoyangopterus es conocido por haber sido un pterosaurio desdentado el cual Wang asumió que era un piscívoro, pero otros detalles relevantes de su paleobiología deberán esperar a una descripción más detallada.